# Barbodes polylepis
 Barbodes polylepis és una espècie de peix cipriniforme de la família dels ciprínids que es troba a la Xina.